# Institut Islands
Institut Islands är öar i Australien. De ligger i delstaten Western Australia, omkring 2 200 kilometer nordost om delstatshuvudstaden Perth.
Savannklimat råder i trakten. Genomsnittlig årsnederbörd är 1 768 millimeter. Den regnigaste månaden är februari, med i genomsnitt 452 mm nederbörd, och den torraste är juni, med 1 mm nederbörd.